# North (Elvis Costello)
North è un album discografico del cantautore inglese Elvis Costello, pubblicato nel 2003 dall'etichetta tedesca Deutsche Grammophon.

## Tracce
1. You Left Me in the Dark – 3:26
2. Someone Took the Words Away – 4:35
3. When Did I Stop Dreaming? – 5:22
4. You Turned to Me – 2:32
5. Fallen – 3:12
6. When It Sings – 3:58
7. Still – 2:27
8. Let Me Tell You About Her – 4:23
9. Can You Be True? – 3:45
10. When Green Eyes Turn Blue – 4:17
11. I'm in the Mood Again – 2:34

Durata totale: 40:31

## Classifiche
- Billboard 200 - #57